# مكتبة المدينة المركزية سميت بعد ميرزا الكبير صابر
مكتبة المدينة المركزية التي تحمل اسم ميرزا الكبير صابر، هي مكتبة مدينة مركزية تأسست عام 1919.

## التاريخ
في نهاية عام 1918، قررت إدارة الثقافة التعليمية لجمعية الجمعيات الاستهلاكية في أذربيجان افتتاح مكتبة عامة - صفقة جيدة لشعب أذربيجان. كان هذا أفضل عمل للمجتمع الاستهلاكي. لكن ليس من السهل التغلب على المكتبة الأذربيجانية. وبما أنه لم يكن هناك منشور كامل في أذربيجان حتى الآن، لم يكن من الممكن العثور على أدب للمكتبة، خاصة بالنسبة للأدب اللغوي الأذربيجاني للمكتبة الجماهيرية. في ذلك الوقت، كان المعلمون والمثقفون يجمعون بعض الكتب بطرق مختلفة. تم الاحتفاظ بها في مكتباتهم الخاصة. بعد العديد من الصعوبات، أعطى بعضهم أموالاً أكثر من قيمة الكتاب، وتمكن بعضهم من شراء الكثير من الكتب.
قام اتحاد مستهلكي بحر قزوين بافتتاح أول مكتبة عامة له في أذربيجان على حساب مساهميه. في السنوات الأولى من المكتبة، كان هناك عدة مئات من الكتب وعدد قليل جدًا من القراء. تألفت الكتب في المكتبة من كتب مخصصة للتاريخ الإسلامي والموضوعات القديمة التي نشرها إخوة أوروجوف باللغتين العربية والفارسية.
سمي ميرزا الكبير صابر بالذكرى العاشرة لوفاة صابر من أجل تقديم 1200 مجلد من المكتبة للجمهور. وهكذا، تم عرض الافتتاح الرسمي للمكتبة في الوثائق اعتبارًا من مارس 1919.
في الأيام الأولى من عام 1920، تم وضع المكتبة في الطابق الثاني من المبنى رقم 13، الموجود في شارع عزيزبيكوف. منذ ذلك الحين، تعمل المكتبة في هذا المبنى. عندما انتقلت المكتبة إلى مبنى جديد، تألف كتابها من الأدب التركي والعربية والفارسية.
ابتداء من عام 1920، أصبحت مكتبة صابر فرصة لتوسيع أنشطتها. بعد عشر سنوات، في عام 1929، كان صندوق المكتبة يحتوي على 12300 نسخة، وكان عدد القراء 4000. وتستخدم المكتبة الأدب والخلافات والأحكام الأدبية لجذب القراء إلى المكتبة ونشر الكتب الجيدة في الحشد. ونتيجة لذلك، جاء المئات من القراء الجدد إلى المكتبة. في عام 1922، ألغيت جمعية «قارئات النساء» لإحضار النساء الأذربيجانيات إلى المكتبة.
نظمت المكتبة عروضا سياسية عامة وأدبية وعلمية وفقا لطلب القراء. مكتبة صابر، التي تلتزم بواجب تثقيف الكوادر في المؤسسات الثقافية والتعليمية، لها دور بارز في إعداد المتخصصين للمكتبات في الجمهورية. حتى عام 1938، لم يكن لدى أمناء المكتبات مدرسة خاصة لإعداد موظفي المكتبة، وقد أنفقوا أول تجربة لهم في المكتبة التي تحمل اسم M.A. Sabir.
ارتبط نجاح مكتبة صابر ارتباطًا وثيقًا بالبناء الصحيح لتقريرها. أصبحت المكتبة مكتبة ضخمة حقيقية من خلال تقديم أعمال علمية وسياسية وفنية باللغات الأذربيجانية والروسية. بدأت المكتبة في توسيع وتحسين صندوقها مع أفضل الكتب. كان في المكتبة مذيع أذربيجاني وروسي، وغرفة للقراءة، ومسك الدفاتر، والإدارات المتنقلة والببليوغرافية.
حاولت مكتبة صابر حل كل قضية يومية وتوزيع الكتب على الجماهير. تم تنظيم جمعية أدبية في المكتبة لمعرفة المزيد عن الكتب. من بين القراء الناشطين للمكتبة، قام فنانين بارزين مثل أ. هاجفيردييف وج. جببارلي وأ. شيج وم. أوردوبادي بقيادة الشباب الأدبي. (في وقت لاحق برئاسة موسى الأغبلي وغشام نجف زاده).
تم إنشاء أول قسم ببليوغرافي بين المكتبات في أذربيجان في عام 1941 في هذه المكتبة.
سميت مكتبة المدينة المركزية التي تحمل اسم MA Sabir «أفضل مكتبة للعام» في عام 2014. وبعد بضع سنوات، ستكون مكتبة المدينة المركزية التي تحمل اسم MA صابر 100 عام، ولها تاريخ عظيم يحافظ على تاريخ أذربيجان، وأدبها، وتعليم العديد من العلماء والمثقفين.

## العمارة
يعد منزل مالكوفك المؤلف من طابقين أحد العناصر المهمة في حل التخطيط المعماري للمدن التاريخية. تم استخدام هذا المنزل بنجاح بواسطة نظام الطابوق الأحمر المطاطي الغني، وهو مادة بناء جديدة ذات أهمية كبيرة للجودة الجمالية للمبنى. تتميز الواجهة الرئيسية بالتقنيات التركيبية الخاصة التي تؤدي إلى تعبير اندفاعي لشكل الكتلة المعمارية من شكل الحجر مع نظام الريزاليت. يخلق المبنى اتصالًا صديقًا للبيئة من خلال توازن الأشكال الكلاسيكية من حيث توازن البلاستيك.